# Square-Victoria-OACI
Square-Victoria-OACI – stacja metra w Montrealu, na linii pomarańczowa. Obsługiwana przez Société de transport de Montréal (STM). Znajduje się pod Square Victoria, w Quartier international de Montréal, w dzielnicy Ville-Marie.